# Hymenasplenium delitescens
Hymenasplenium delitescens är en svartbräkenväxtart som först beskrevs av William Ralph Maxon, och fick sitt nu gällande namn av L.Regalado och Prada. Hymenasplenium delitescens ingår i släktet Hymenasplenium och familjen Aspleniaceae. Inga underarter finns listade.